# Trichocontoderes setosus
Trichocontoderes setosus är en skalbaggsart som först beskrevs av Fisher 1936.  Trichocontoderes setosus ingår i släktet Trichocontoderes och familjen långhorningar. Inga underarter finns listade i Catalogue of Life.